# Winifred Ashby
Winifred Mayer Ashby (Londres, 13 de outubro de 1879 – Vancouver, 19 de julho de 1975) foi uma patologista, professora e pesquisadora inglesa, radicada nos Estados Unidos.
Ficou conhecida por determinar a sobrevivência das células vermelhas no sangue, desenvolvendo com essa pesquisa a técnica de Ashby.

## Biografia
Ashby nasceu em Londres, em 1879. Era filha de George Mayer Ashby e Mary-Ann Brock. A família imigrou para os Estados Unidos quando Ashby tinha 14 anos. Frequentando várias universidades, Ashby ingressou na Universidade Northwestern, transferindo-se para a Universidade de Chicago, onde obteve um bacharelado em ciências, em 1903. Pela Universidade Washington em St. Louis, em 1905, obteve um mestrado em ciências.

## Carreira
Logo após terminar o mestrado, Ashby se mudou para as Filipinas, onde lecionou em escolas locais enquanto estudava a desnutrição em crianças. Ao retornar aos Estados Unidos, Ashby lecionou ciências e química para o ensino médio por alguns anos, trabalhando em várias clínicas e laboratórios. Na Mayo Clinic, começou seu trabalho mais importante e reconhecido, sobre a sobrevivência de glóbulos vermelhos em indivíduos saudáveis e em pacientes com uma variedade de doenças.
Durante esse tempo também realizou estudos sobre avaliações de compatibilidade e transfusão de sangue humano. Os grupos sanguíneos tinham sido recentemente elucidados e foram inicialmente nomeados com algarismos romanos: I (A), II (B), III (AB) e IV (O). Por causa dessas diferenças antigênicas, ela foi capaz de transfundir sangue compatível do grupo O para pacientes de outros tipos e depois aglutinar o tipo sanguíneo herdado por técnicas in vitro. Ela então meticulosamente diluiu e contou as células restantes em um hemacitômetro usando um microscópio durante um período de vários dias e semanas. Nos anos seguintes, essa técnica foi aperfeiçoada por outros pesquisadores e ficou conhecida como aglutinação diferencial, ou técnica de Ashby. Esta técnica é hoje amplamente reconhecida na comunidade científica como um marco na compreensão da fisiologia dos eritrócitos.
Na época, acreditava-se que a vida útil de uma célula vermelha do sangue era de não mais que duas a três semanas. Ashby então estudou a sobrevivência das células e trabalhou com várias técnicas de sorologia, concluindo que os eritrócitos permaneciam na circulação sanguínea por um período superior a 100 dias. Ashby foi a primeira pessoa a elucidar que o verdadeiro tempo de vida de um glóbulo vermelho humano é estimado em 100 dias.
De 1914 a 1916, Ashby trabalhou em laboratórios no Rush Medical College e no Hospital Central de Illinois, em Chicago. Em fevereiro de 1917, Ashby ganhou uma bolsa de pesquisa na Mayo Clinic nas áreas de imunologia e patologia, permanecendo até 1924. Nestes sete anos, ela fez grandes contribuições para a hematologia. Em 1921, Ashby defendeu seu doutorado pela Universidade de Minnesota, tornando-se a primeira mulher da Mayo Clinic a receber tal título.
Em 1927, ela entrou para a equipe do Hospital St. Elizabeth em Washington, D.C., onde trabalhou com bacteriologia. De 1924 a 1949, Ashby realizou um trabalho meticuloso como diretora dos Laboratórios de Sorologia e Microbiologia do Hospital St. Elizabeth em Washington, DC. Nessa época, ela realizou diagnósticos de rotina e estudos laboratoriais clínicos em amostras de pacientes. Era frequentemente chamada para ensinar a médicos e outros cientistas os métodos que ela mesma havia desenvolvido. Os métodos de estudo em que ela foi pioneira foram especialmente importantes em pacientes criticamente enfermos que tinham uma variedade de distúrbios hematológicos. Ela também publicou vários estudos sobre a sensibilidade e padronização dos testes sorológicos para sífilis. Além disso, Ashby estudou e relatou vários estudos relativos à fisiopatologia da anidrase carbônica no sistema nervoso central.
Em 1949, a Dra. Ashby se aposentou de seus cargos no Hospital St. Elizabeth. Após esse período, ela morou em uma casa de campo em Lorton, na Virgínia, e continuou a escrever artigos elucidando tópicos como os mecanismos de várias doenças, como a síndrome da morte súbita infantil (SMSI). Ela teria continuado esse trabalho até os 93 anos de idade. Era também uma pianista talentosa. Asbhy nunca se casou ou teve filhos.

## Morte
Ashby morreu em 19 de julho de 1975, em Vancouver, aos 95 anos, em decorrência de um acidente vascular cerebral.